# 拉布罗克
拉布罗克（法語：La Broque，法語發音：[la bʁɔk] ⓘ）是法国下莱茵省的一个市镇，属于莫尔塞姆区。

## 地理
拉布罗克（48°28'36"N, 7°12'58"E）面积23.07 平方千米，位于法国大東部大區下莱茵省，该省份为法国大陆部分最东部的省份，是阿尔萨斯的一部分，今与上莱茵省组成了阿尔萨斯欧洲集体，其南至上莱茵省，西南接孚日省和默尔特-摩泽尔省，西接摩泽尔省，北与德国接壤。
与拉布罗克接壤的市镇（或旧市镇、城区）包括：勒索尔西、格朗方丹、普莱讷、罗托、希尔梅克、索尔巴克。
拉布罗克的时区为UTC+01:00、UTC+02:00（夏令时）。

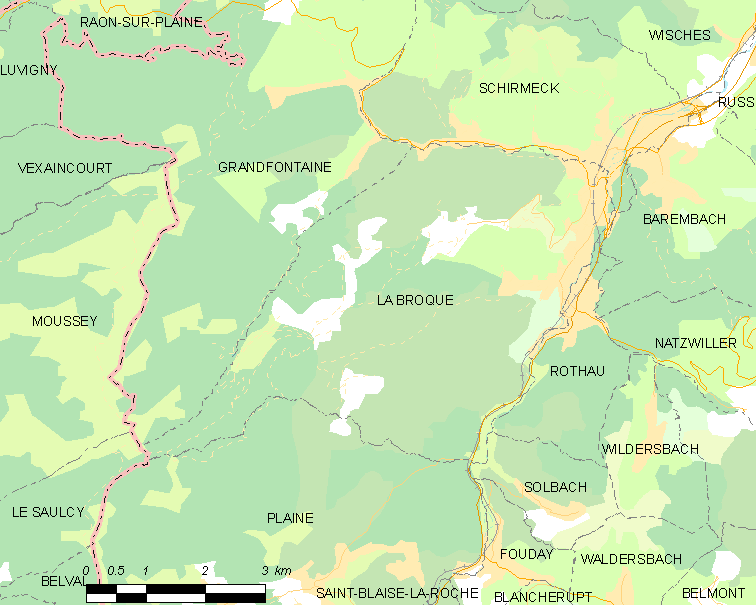
拉布罗克的OSM定位图

## 行政
拉布罗克的邮政编码为67130、67570，INSEE市镇编码为67066。

## 政治
拉布罗克所属的省级选区为米齐格县。

## 人口

1962-2008年间拉布罗克人口变化图示

拉布罗克于2022年1月1日时的人口数量为2577人。